# Ludwig Diels
Friedrich Ludwig Emil Diels (* 24. September 1874 in Hamburg; † 30. November 1945 in Berlin) war ein deutscher Botaniker. Sein offizielles botanisches Autorenkürzel lautet „Diels“.

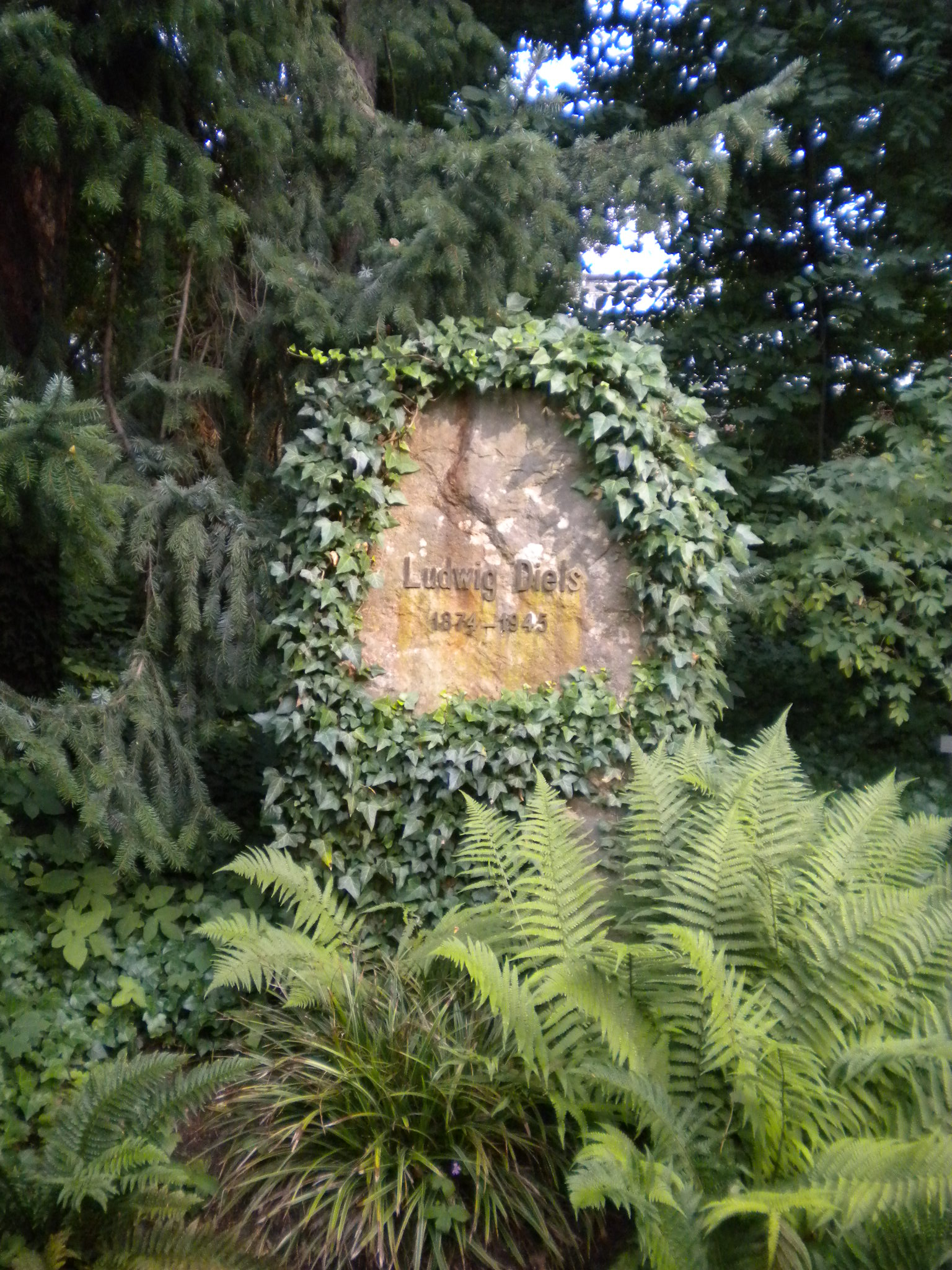
Grabstein von Ludwig Diels im Botanischen Garten in Berlin-Dahlem

## Herkunft
Die Eltern Diels’ waren der Altphilologe und Religionswissenschaftler Hermann Diels und dessen Ehefrau Berta Dübell (1847–1919). Einer seiner Brüder, Otto Diels (1876–1954), wurde Chemiker und erhielt 1950 den Nobelpreis. Der Bruder Paul Diels (1882–1963) wurde Slawist.

## Leben und Wirken
Diels studierte an der Universität Berlin Naturwissenschaften mit den Schwerpunkten Botanik und Geographie. Er promovierte 1896 bei Adolf Engler über die Vegetation von Neuseeland; darauf folgten weitere pflanzensystematische Arbeiten und dann im Jahr 1900 die Habilitation.
Diels bereiste von 1900 bis 1902 gemeinsam mit Ernst Pritzel unter anderem Südafrika, Java, Australien und Neuseeland sowie kurz vor dem Ersten Weltkrieg Neuguinea und in den 1930er Jahren Ecuador. Insbesondere seine Sammlungen aus Australien und Ecuador, die zahlreiche Holotypen umfassten, bereicherten das Wissen um die entsprechenden Floren in großem Umfang und sind bis heute Standardwerke, ebenso wie auch seine Monographie über die Droseraceae von 1906.
Im Jahr 1906 wurde Diels vertretungsweise als Professor für Botanik nach Marburg berufen; hier konnte er sein Interesse auch der heimischen Flora und Vegetation zuwenden, wo der Hangelstein bei Gießen zu seinem wichtigsten Untersuchungsgebiet wurde. Die Rückkehr nach Berlin erfolgte 1914, als Diels als Nachfolger von Ignaz Urban zum Zweiten Direktor des Botanischen Gartens und Museums in Dahlem berufen und gleichzeitig zum außerordentlichen Professor an der Universität ernannt wurde. Schließlich wurde Diels 1921 Nachfolger von Engler als Ordinarius an der Universität und Direktor des Gartens und Museums; ab 1928 trug er den Titel Generaldirektor. Diese Position hatte Diels bis zu seinem Lebensende inne.
Seine Sammlungen gingen größtenteils an das Botanische Museum und den Botanischen Garten in Berlin-Dahlem. Die Sammlungen fielen 1943 einem Luftangriff der Alliierten zum Opfer.
Am 21. Oktober 1922 wurde er zum Mitglied (Matrikel-Nr. 3482) der Gelehrtengesellschaft Leopoldina gewählt. Seit 1931 war er korrespondierendes Mitglied der Göttinger Akademie der Wissenschaften sowie ordentliches Mitglied der Preußischen Akademie der Wissenschaften und der American Academy of Arts and Sciences.
Im Jahr 1944 erhielt er die Goethe-Medaille für Kunst und Wissenschaft.
Sein Grab befindet sich im Botanischen Garten in Berlin-Dahlem. Es war bis zum Jahr 2009 als Ehrengrab der Stadt Berlin gewidmet.

## Familie
Er heiratete 1908 Gertrud Biesenthal, eine Tochter des Sanitätrats Paul Biesenthal (1846–1899) und der Helene Augustin. Das Paar hatte einen Sohn und zwei Töchter.

## Nach Ludwig Diels benannte Taxa
Ihm zu Ehren wurden die folgenden Pflanzengattungen benannt:
- Dielsantha E.Wimm. aus der Familie der Glockenblumengewächse (Campanulaceae)
- Dielsia Gilg aus der Familie der Lippenblütler (Lamiaceae)
- Dielsiocharis O.E.Schulz aus der Familie der Kreuzblütengewächse (Brassicaceae)
- Dielsiochloa Pilg. aus der Familie der Süßgräser (Poaceae)
- Dielsiothamnus R.E.Fries aus der Familie der Annonengewächse (Annonaceae)

Unter den in Deutschland vorkommenden Pflanzen gibt es mit Diels Zwergmispel einen Artnamen, der Ludwig Diels ehrt.

## Schriften (Auswahl)
- Jugendformen und Blütenreife im Pflanzenreich. Berlin: Borntraeger, 1906.
- Die Orchideen. Osterwieck: Harz, Zickfeldt, 1908.
- Naturdenkmalpflege und wissenschaftliche Botanik. Berlin: Borntraeger, 1914.
- Die Algen-Vegetation der Südtiroler Dolomitriffe: ein Beitrag zur Ökologie der Lithophyten. Berlin: Borntraeger, 1914.
- Ersatzstoffe aus dem Pflanzenreich: ein Hilfsbuch zum Erkennen und Verwerten der heimischen Pflanzen für Zwecke der Ernährung und Industrie in Kriegs- und Friedenszeiten. Stuttgart: E. Schweizerbart’sche Verlagsbuchhandlung, 1918.
- Pflanzengeographie. Berlin: Walter de Gruyter, 1945.